# Eriococcus franceschinii
Eriococcus franceschinii är en insektsart som beskrevs av Alfred Serge Balachowsky 1934. Eriococcus franceschinii ingår i släktet Eriococcus och familjen filtsköldlöss. Inga underarter finns listade i Catalogue of Life.